# Vittore il Moro
Vittore il Moro, o anche Mauro ("della Mauretania") (Mauretania, ... – Laus Pompeia, 303), è stato un militare romano di stanza a Milano all'epoca di Massimiano, che subì il martirio per la fede cristiana come gli altri martiri Nabore e Felice. La Chiesa cattolica lo venera come santo.

## Agiografia

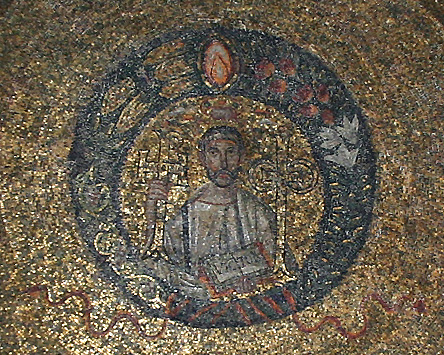
Mosaico del IV secolo raffigurante San Vittore in San Vittore in ciel d'oro a Milano.

La sua vita e il suo martirio vengono descritti da Ambrogio da Milano, in particolare nell'inno Victor, Nabor, Felix pii. 
Quando il tetrarca Massimiano diede avvio ad una delle ultime persecuzioni dei cristiani, Vittore pur affermando la propria fedeltà all'imperatore per tutto ciò che riguardava la sua vita civile e la disciplina militare, rifiutò di abiurare la propria fede.
Arrestato, minacciato di tortura e lasciato per più giorni privo di cibo e bevande, anche quando fu condotto al Circo, al cospetto dello stesso imperatore Massimiano Erculeo, continuò a rifiutarsi di sacrificare all'imperatore come se fosse un dio, e pertanto venne sottoposto ad atroci tormenti (tra l'altro gli fu versato piombo fuso sulle piaghe). 
Nonostante ciò, riuscì ad evadere, ma dopo breve tempo venne scoperto, arrestato e decapitato. La tradizione vuole che il suo corpo fosse lasciato insepolto, ma sia stato ritrovato, intatto, dal vescovo di Milano, Materno, che lo seppellì in un sacello che venne poi denominato, per le sue ricche decorazioni a mosaico d'oro, San Vittore in Ciel d'Oro (oggi incorporato nella basilica di Sant'Ambrogio).

## Culto

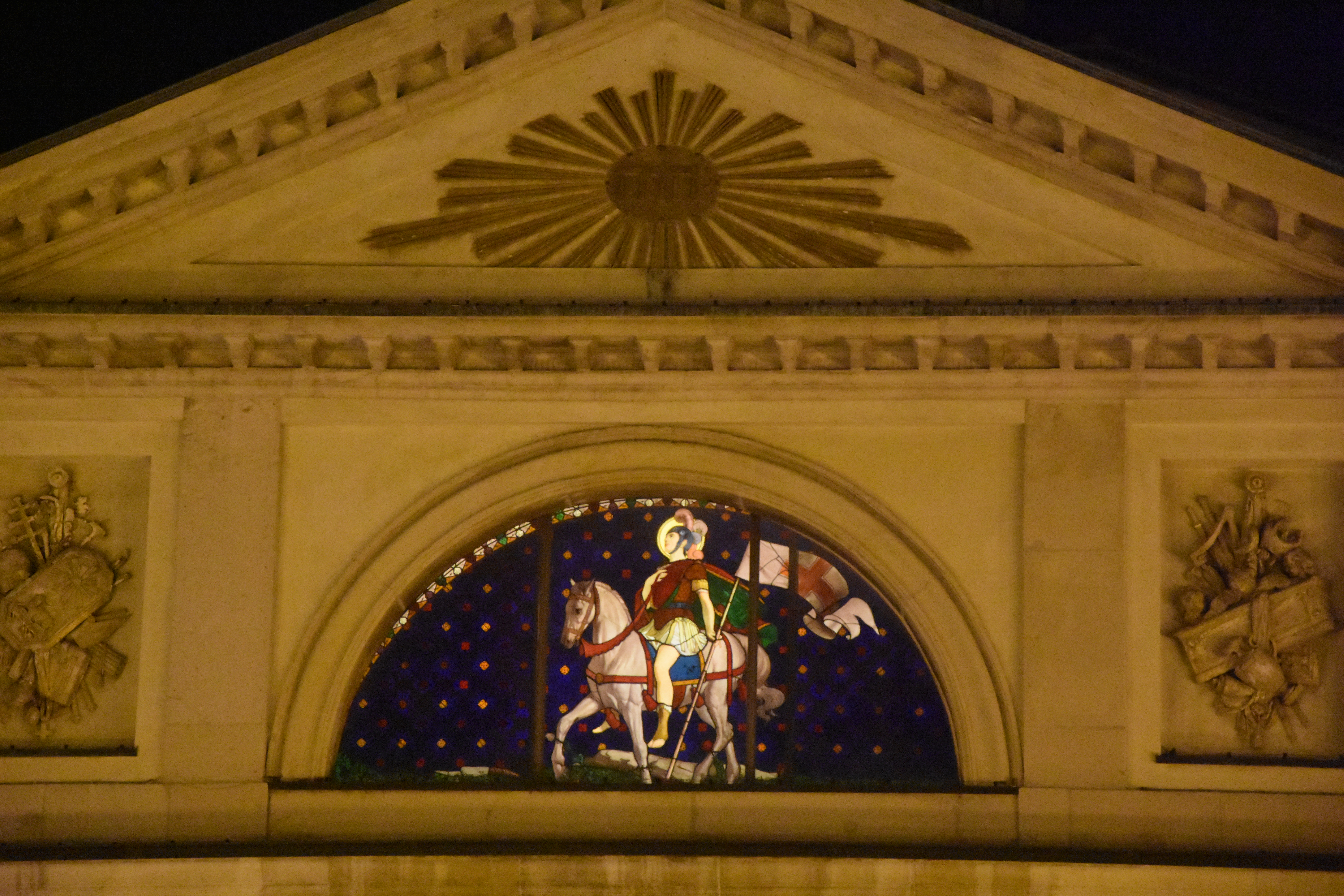
San Vittore nella vetrata della facciata della basilica omonima a Varese

Il culto di san Vittore ebbe una larga diffusione, soprattutto su impulso di Ambrogio, che volle seppellire accanto a lui il proprio fratello Satiro. Molte chiese furono dedicate a san Vittore a Milano e nella diocesi ambrosiana, a tal punto che la presenza di chiese o edicole a lui dedicate viene considerata una prova dell'appartenenza (oggi o nel passato) di un territorio alla suddetta diocesi (Ubi Victor, ibi ambrosiana ecclesia). Oltre al sopra menzionato sacello di san Vittore in Ciel d'Oro, a Milano vi è anche la chiesa di San Vittore al Corpo, mentre vi erano un tempo le oggi demolite chiese di San Vittore al Carcere, San Vittore al Teatro e di San Vittore al Pozzo. Alle porte del capoluogo lombardo, a Rho è presente la basilica di San Vittore e a Corbetta la collegiata prepositurale dedicata al santo.
Sempre a san Vittore è intitolata la quattrocentesca basilica collegiata prepositurale in Arcisate (VA), sede di uno degli antichi capitoli della diocesi di Milano. In occasione delle festività in onore del patrono si organizza il "Palio dei rioni" che coinvolge tutto il paese con iniziative e giochi.

### Patronati
San Vittore è il santo patrono di alcune località, tra le quali:
- Agnadello (CR)
- Aguzzo, frazione di Stroncone (TR)
- Albavilla (CO)
- Arcisate  (VA)
- Arsago Seprio (VA)[1]
- Asigliano Vercellese (VC)
- Balerna (Canton Ticino, Svizzera)
- Bottanuco (BG)
- Brezzo di Bedero (VA)
- Buguggiate (VA)
- Caiolo (SO)
- Calcio (BG)
- Canale (CN)
- Cannobio  (VB)
- Casalzuigno  (VA)
- Caselle Torinese (TO)
- Casorate Primo (PV)
- Cavaglietto (NO)
- Corbetta (MI)
- Esino Lario (LC)
- Gaverina Terme (BG)
- Mese (SO)
- Missaglia (LC)
- Muralto (Canton Ticino, Svizzera)
- San Vittore, frazione di Salsomaggiore Terme (PR)
- San Vittore, frazione di Cesena (FC)
- San Vittore del Lazio (FR)
- San Vittore (Grigioni)
- San Vittore Olona (MI)
- Sizzano (NO)
- Piamborno frazione del comune di Piancogno (BS)
- Porlezza (CO)
- Poschiavo (Cantone dei Grigioni, Svizzera)
- Rho (MI)
- Ronago (CO)
- Terno d'Isola (BG)
- Vallerano (VT)
- Varese[2]
- Verbania
- Viadagola (Comune di Granarolo, BO)
- Villa Cortese (MI)